# Eidolon (Dark Fortress)
Eidolon è il quinto album in studio del gruppo musicale tedesco Dark Fortress, pubblicato nel 2008.

## Tracce
Testi di Morean eccetto dove indicato; musiche di V. Santura eccetto dove indicato.

1. The Silver Gate – 6:50
2. Cohorror – 5:37 (musica: Asvargr)
3. Baphomet (feat. Tom Gabriel Fischer) – 6:24 (musica: V. Santura, Asvargr, Seraph)
4. The Unflesh – 5:08
5. Analepsy – 6:01
6. Edge of Night – 3:56 (testo: Morean, Mina)
7. No Longer Human – 6:22
8. Catacrusis – 4:33
9. Antiversum – 7:22 (musica: V. Santura, Seraph)

## Formazione
- Morean - voce
- Asvargr - chitarra
- V. Santura - chitarra
- Draug - basso
- Paymon - tastiera
- Seraph - batteria